# Ардаль
Ардаль (перс. اردل, також відомий як Ардель) — місто в Ірані, адміністративний центр шагрестану Ардаль, що знаходиться у остані (провінції) Чахармахал і Бахтіарі. За даними перепису населення 2006 року, його населення становило 8162 особи. Основна мова населення — бахтіарський діалект лурської мови.